# Ryōan-ji

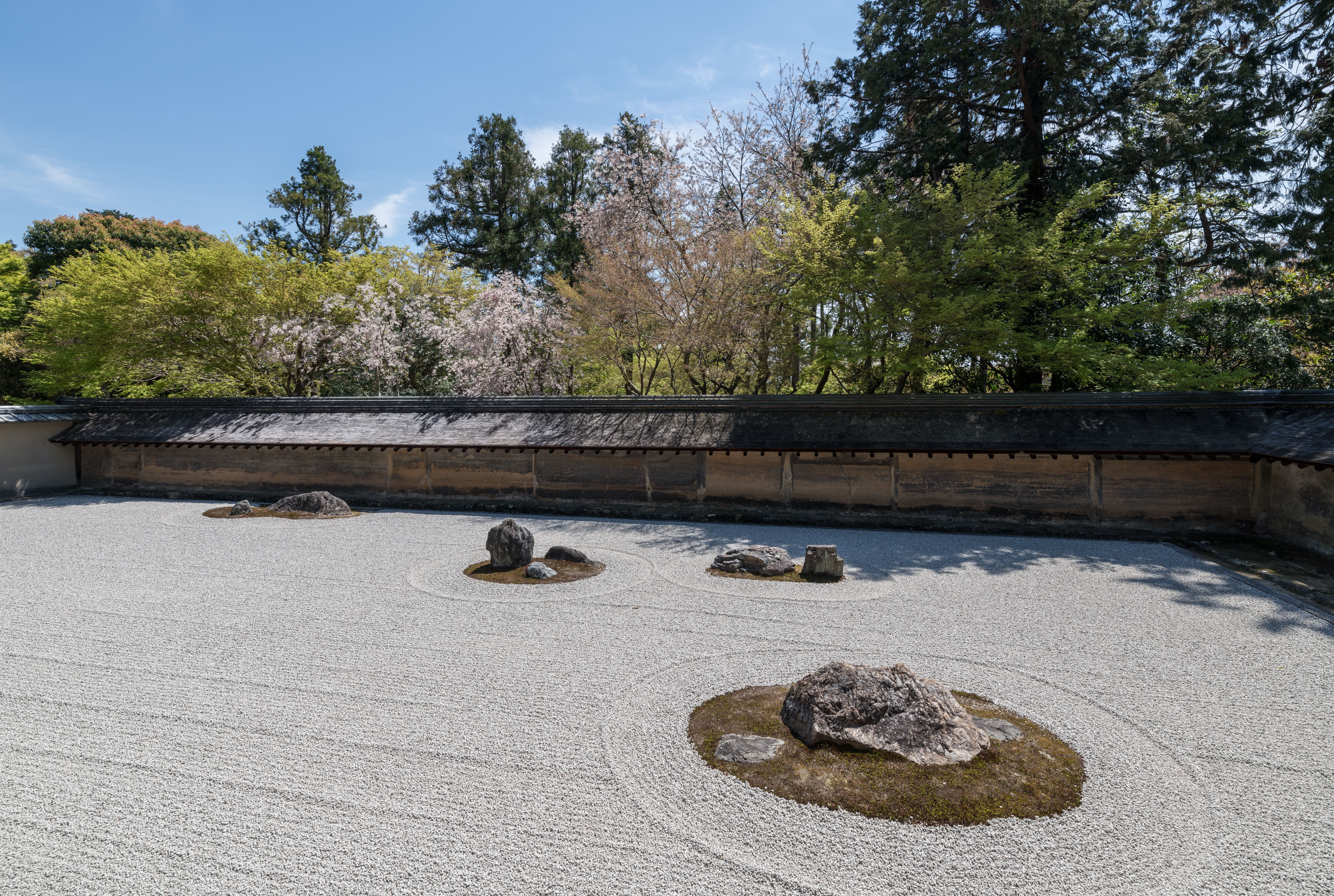
Zen-Garten des Ryōan-ji. Die Wand, die durch das Alter mit feinen braunen und orangefarbenen Tönen bedeckt ist, spiegelt das ästhetische Konzept Wabi wider, der Steingarten (Kare-san-sui) das dazugehörige Sabi.

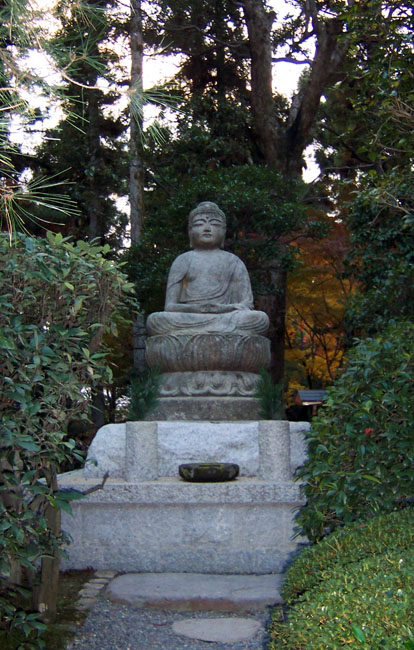
Buddha-Statue im Ryōan-ji

Ryōan-ji (japanisch 龍安寺 ‚Tempel des zur Ruhe gekommenen Drachen‘) ist ein 1499 gegründeter Zen-Tempel im Nordwesten der japanischen Stadt Kyōto in deren Stadtbezirk Ukyō.

## Geschichte
Es gab an dieser Stelle ganz früher schon einmal einen Tempel, das war der 983 gegründete Enyū-ji, an dem das Gedenken an Kaiser Enyū gepflegt wurde. Insgesamt sieben andere Kaiser sind in der Nähe begraben. Der Bereich, in dem sich heute der Tempel befindet, gehörte während der Heian-Zeit seit dem Verfall des ersten Tempels der Familie Fujiwara, und hier gab es eine von Fujiwara Saneyoshi erbaute Aristokraten-Villa. Hosokawa Katsumoto (1430–1473), ein sehr hoher Staatsbeamter der Muromachi-Zeit (er diente unter dem Shogun Ashikaga Yoshimasa und war eine Schlüsselfigur des Ōnin-Krieges), erwarb das Anwesen im Jahre 1450. Nach seinem Tod wurde die Villa 1473 auf seinen Wunsch in einen Zen-Tempel umgewandelt, und das ist die Geburtsstunde des Ryōan-ji. Diese Vorgeschichte erklärt das Vorhandensein des großen Sees, der früher adeligem Vergnügen mit Bootsfahrten, Gesellschaften im Garten etc. diente.
Als Gründungsabt wurde Giten Genshō gewonnen, der 5. Abt des nahen Tempels Myōshin-ji. Seitdem ist letzterer der Muttertempel des Ryōan-ji. Der Tempel gehört damit zur größten Unterschule des Rinzai-Zen-Buddhismus. Der erste Tempel wurde kurze Zeit später, im Jahre 1467, ein Opfer des Ōnin-Kriegs, der praktisch den ganzen Norden der Stadt in Schutt und Asche legte. Hosokawa Masamoto, der Sohn des Gründers, baute 1488 den Ryōan-ji wieder auf. Vater und Sohn liegen beide auf dem Tempelareal begraben. Die Hosokawa kümmerten sich im späten 16. und 17. Jh. um den Tempel und hielten ihre Schirmherrschaft aufrecht. Unter der Förderung durch diese Familie, insbesondere durch Hosokawa Yusai und Hosokawa Sansai, wurde der Tempel angesehen und kulturell einflussreich. Zu dieser Zeit war er ein ganzer Komplex mit einem Haupttempel und 23 Subtempeln außenherum. Der Ryōan-ji hat in seinen besten Zeiten so ausgesehen wie der Daitoku-ji-Komplex heute noch. Erst in der späten Edo-Zeit setzte der Niedergang ein. Ein verheerender Brand zerstörte 1797 fast alle Gebäude, nur die Halle eines Subtempels überlebte und wurde nun umgesetzt, um als neue Haupthalle des Ryōan-ji zu dienen. Der Wiederaufbau ist um 1800 zu datieren. Genaugenommen ist einzig und alleine der streng angelegte Steingarten das einzige authentische Überbleibsel dieser alten Anlage. Alles andere verschwand seitdem oder wurde neu gebaut. Und die 1797 ausgebauten, geretteten, am neuen Standort wieder eingebauten und 1895 wieder zerstreuten Schiebetüren aus dem besagten Subtempel-Hōjō, von denen einige wenige in den letzten Jahren zurückerworben werden konnten und wiederum andere sich in amerikanischen Museen befinden, gehören ebenfalls noch zu den Überbleibseln des alten Ryōan-ji. Seit 1994 gehört er zusammen mit anderen Stätten zum UNESCO-Weltkulturerbe Historisches Kyōto (Kyōto, Uji und Ōtsu).

## Steingarten
Zentrum des Tempels ist der hier befindliche und wohl berühmteste Zen-Garten Japans, der Hōjō-Teien im Kare-san-sui-Stil aus der Mitte des 15. Jahrhunderts. Der Garten besteht aus einer Fläche (25 mal 10 Meter) aus fein gerechtem Kies mit 15 scheinbar zufällig platzierten Steinen in 5 bemoosten Gruppen. Aus keinem Blickwinkel sind alle 15 Steine sichtbar. Die südliche und westliche Seite des Gartens ist von einer rötlichen Mauer gesäumt, über welcher der Blick auf die Bäume und Sträucher des begehbaren Gartens fällt. Auf der nördlichen Seite befindet sich das Tempelgebäude mit der Sitzterrasse, von der aus man den Steingarten überschaut. Die umgebende Mauer ist mit ölgetränktem Ton verputzt erbaut worden. Im Laufe der Jahrhunderte ist das Öl ausgetreten und hat so das charakteristische Muster hinterlassen. Der Steingarten wurde im Laufe der Geschichte verändert, anfangs besaß er nur neun Steine. Ein gedeckter, beiderseits offener Korridor führte früher von der Veranda zu einem Tor an der Südseite. Bei einem Umbau in der Edo-Zeit erhielt der Garten spätestens 1799 sein heutiges Aussehen, wobei die Anzahl der Steine auf 15 erhöht wurde und Korridor und Tor verschwanden.

## Teich- und Wandel-Garten
Zur Tempelanlage gehört auch ein großer Teich, der auf die aristokratische Villa an dieser Stelle zurückgeht. In der Mitte des Teiches befindet sich eine kleine, begehbare Insel (Benten-jima) mit einem Schrein, der der Gottheit Benzaiten gewidmet ist. Bevor die Begeisterung für den Zen-Steingarten im 20. Jh. einsetzte, war das sogar der als bedeutender empfundene Garten.